# ブラックねんど
ブラックねんどは、日本のお笑いトリオで親子で活動している。M-1グランプリでは2017年、2018年アマチュア賞、2019年1回戦通過。第4回KOEDOお笑いグランプリ準優勝。第5回「優勝」。

## メンバー
- パパ（パパ  1982年7月10日（42歳））

秋田県出身の会社員。ツッコミ担当。バスケットボールの指導者をしている。
- 次男（ジナン  2010年11月25日（14歳））

埼玉県出身。ボケ担当。「学校で有名になりたい」ということで加入。YouTubeで公開されている動画の中では、緊張しない、フリップに文字を小さく書きがち、脇・横腹ともにくすぐりに強い、太鼓の達人が得意、注射は苦手である。また、効果音（指でドラムロール）で動画を盛り上げるなど、ムードメーカー的存在。あばら骨のくすぐりに弱いことが最近判明した。
旧メンバー
- 長男（チョウナン  2008年5月30日（16歳））

埼玉県出身。ボケ担当。趣味はバスケットボール。  第3回川越市陸上競技選手権に出場し、ジュニア男子 ジュニア5年100 m 決勝において、16秒07で4位を記録する。

## 来歴・概説
2017年、夏休みの思い出作りのためM-1グランプリに応募したのがきっかけでコンビを結成。初出場のM-1グランプリでは、アマチュア賞を受賞した。
KOEDOお笑いグランプリでの優勝に向けて次男が加入し、3人体制となる。ネタはパパがメインに考え、長男次男と布団の中でネタ合わせをしているという。
埼玉県川越市を中心にイベント出演し、Youtubeで動画を公開している。動画の最後は「さようなら」を意味する秋田県の方言「へば」で締める。
- 2020年8月　M-1グランプリ　1回戦敗退
- 2020年8月　インコのラムネが家族になり、たびたび動画に登場するようになる。
- 2021年2月　「埼玉の逆襲」に出演。埼玉愛を発揮できず3位。
- 2021年7月　おかめインコのバターが家族になる。
- 2021年11月　長男、ブラックねんどを卒業する

## 出演
テレビ
- ちょっ蔵お出かけ！まちかど情報 2019年12月1日号[6]（JCOM、2019/12/1～2019/12/15）
- 埼玉の逆襲　【クイズ】キングオブ埼玉愛決定戦！[7]（JCOM、2021/02/26）

ラジオ
- ミカジョーチャンネル「8月3日号」（ラジオぽてと）[8]

ライブ
- ウェスタ川越  県民ふれあいフェスタ（2019/11/4）[2]